# Fine Arts Museums of San Francisco

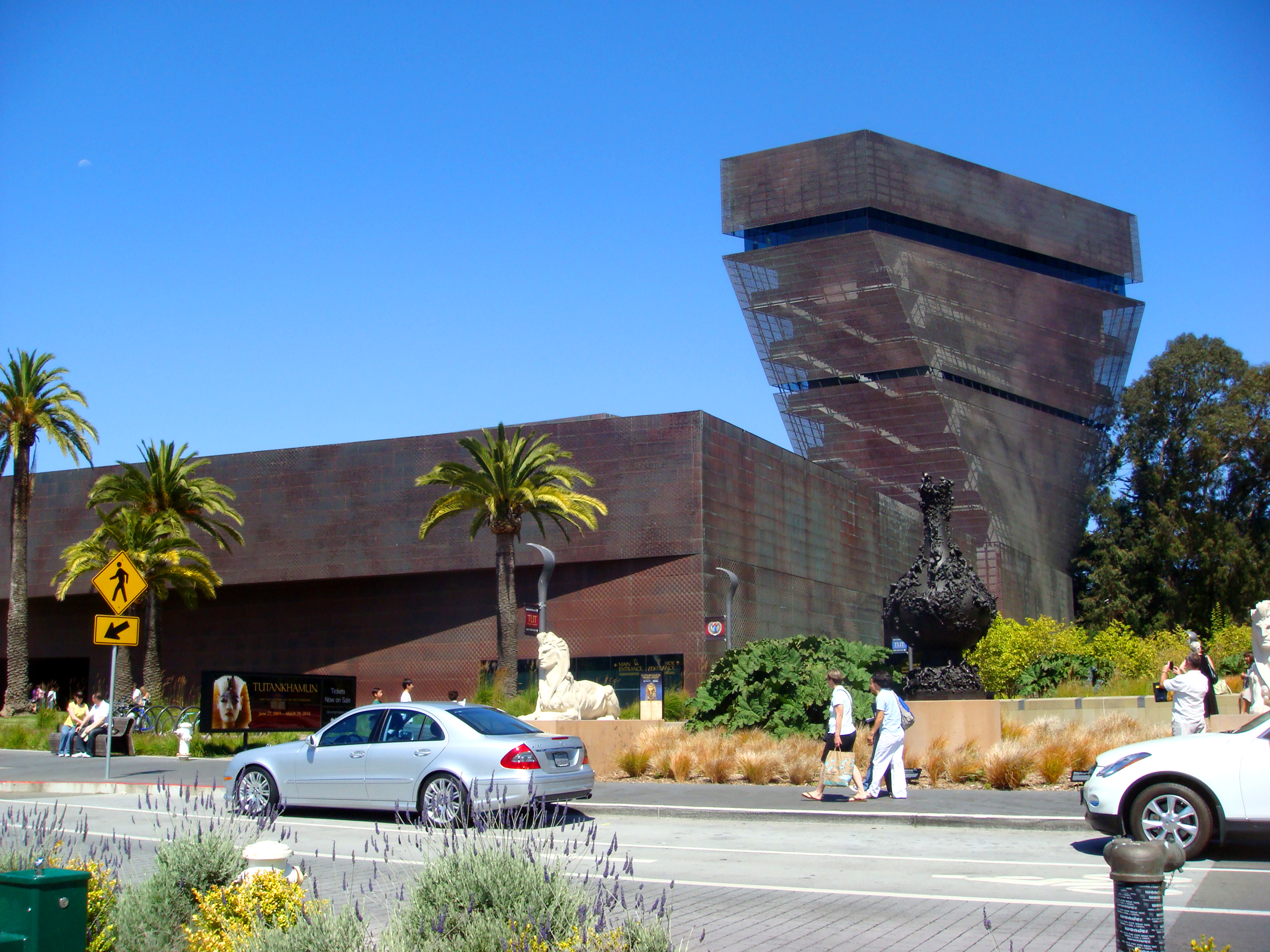
O de Young Museum, parte dos Museus de Belas Artes de São Francisco

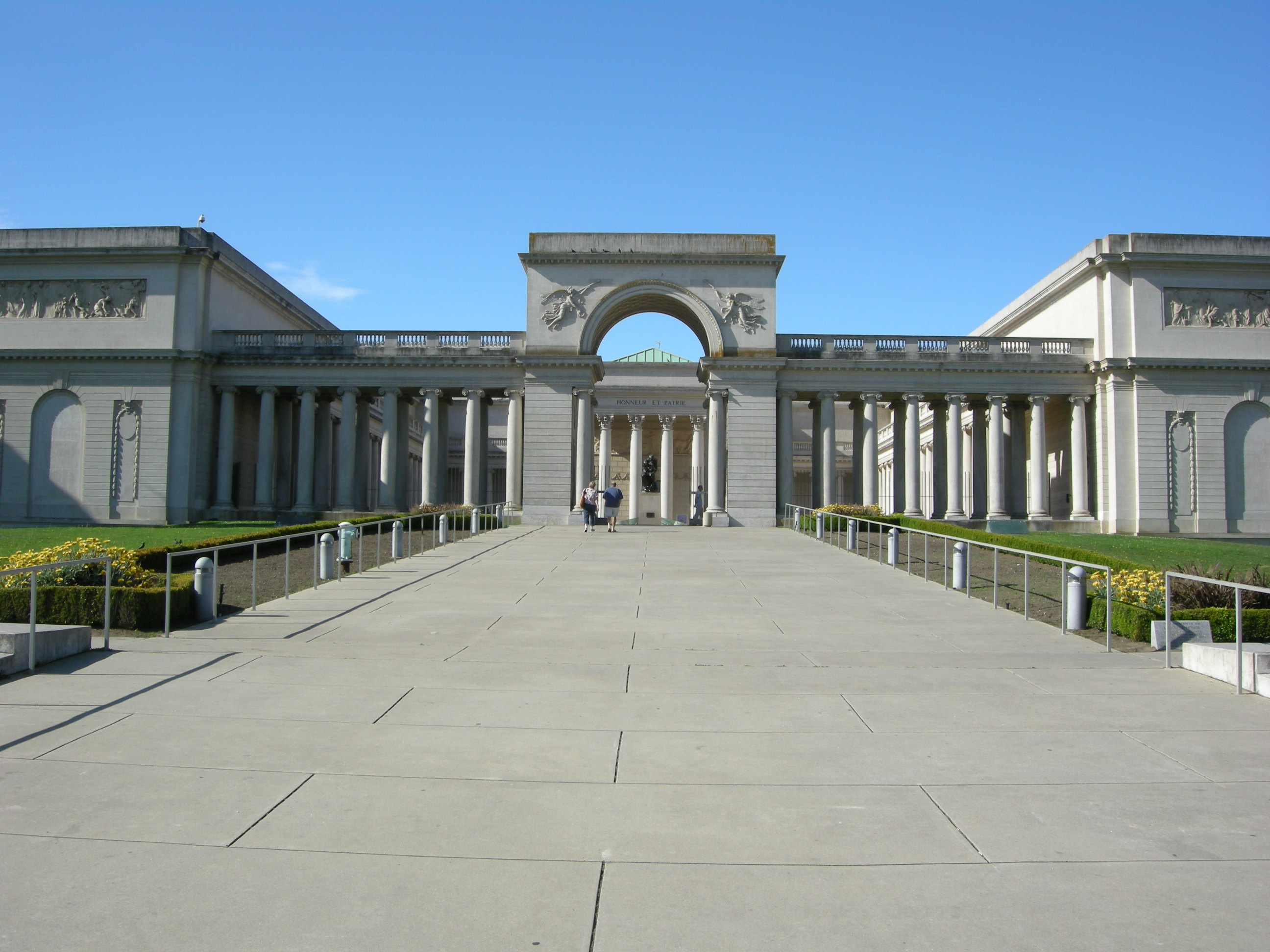
The Legion of Honor, parte dos Museus de Belas Artes de São Francisco

O Museu de Belas Artes de São Francisco ( FAMSF ), que inclui o Young Museum no Golden Gate Park e a Legion of Honor no Lincoln Park, é a maior instituição pública de artes da cidade de San Francisco . O acervo permanente dos Museus de Belas Artes, com cerca de 150 mil objetos, está organizado em nove áreas, cada uma com uma equipe de curadoria.

## História
Diferentemente da maioria dos outros grandes museus de arte, os Museus de Belas Artes de San Francisco não tem um grande financiador a partir do qual pode tirar doações. Os museus operam com um orçamento anual financiado por quotas, vendas de ingressos, doações (de filantropia e subsídios) e compras em suas lojas. Eles são administrados em uma parceria público-privada com a cidade de San Francisco, que possui os dois edifícios do museu e cobre cerca de 23% de suas despesas operacionais fornecendo seguranças e pagando prêmios de seguro. Em 2016, os dois museus atraíram 1.402.000 visitantes. A FAMSF opera com um orçamento anual de cerca de $ 55 milhões de dólares.
O de Young's Artist Studio é um programa de residência artística para incentivar o envolvimento da comunidade artística e apoiar artistas emergentes e, desde 2010, faz parte da iniciativa Encontros Culturais.
Em 2012, os Museus de Belas Artes de São Francisco e o Museu do Louvre firmaram um convênio que prevê a realização de exposições colaborativas e o compartilhamento de obras de arte. O contrato tem duração de cinco anos. Ele cria uma parceria para promover empréstimos de curto e longo prazo de obras de arte que permitem que as obras sejam vistas em ambas as cidades, publicações conjuntas, projetos de conservação de arte e programas educacionais.
Thomas P. Campbell tornou-se diretor dos Museus de Belas Artes de São Francisco em 1º de novembro de 2018, substituindo o papel anteriormente desempenhado por Max Hollein .